# 佐々木雅文
佐々木 雅文（ささき まさふみ、1981年1月4日 - ）は、日本の政治家、弁護士、税理士。公明党所属の参議院議員（1期）。公明党青年局次長。

## 経歴
愛媛県に生まれる。中学卒業後は関西創価高等学校に進学し、3年間の寮生活を送った。東北大学経済学部在学中に弁護士の道を志し、創価大学法科大学院に進学した。3度目の挑戦で司法試験に合格し、2010年から司法修習生として北海道釧路市で修習を積んだ。
東日本大震災の発生を受けて宮城県仙台市で法律事務所を開業し、2012年12月に弁護士登録を行なう（仙台弁護士会所属）。北海道・東北地方の弁護士として被災者支援やDV被害者支援、ブラック企業対策などに取り組む。
2020年12月、次期衆議院議員選挙に公明党公認候補として比例東北ブロックから単独2位で立候補することを公明党中央幹事会で決定される。同選挙は2021年10月に執行されたが、公明党の比例東北ブロック獲得議席が1議席に留まったことから落選した。
2024年7月、翌年の第27回参議院議員通常選挙に公明党公認候補として比例区から立候補することを公明党中央幹事会で決定される。北海道・東北地方を中心に活動を展開し、2025年7月の同選挙で初当選を果たした。北海道内では11万7302票を獲得し、比例区の個人得票でトップとなった。

## 人物
- 家族は妻、長男、長女[PR 1]。
- 趣味は読書（ミステリー系）、草むしり[PR 1]。
- 好きな食べ物はカレーライス、とんかつ[PR 1]。
- 好きな映画は『ショーシャンクの空に』[PR 1]。

## 選挙歴
| 当落 | 選挙                     | 執行日         | 年齢 | 選挙区           | 政党   | 得票数     | 得票率 | 定数 | 得票順位 /候補者数 | 政党内比例順位 /政党当選者数 |
| ---- | ------------------------ | -------------- | ---- | ---------------- | ------ | ---------- | ------ | ---- | ------------------ | ---------------------------- |
| 落   | 第49回衆議院議員総選挙   | 2021年10月31日 | 40   | 比例東北ブロック | 公明党 |            |        | 13   | /                  | 2/1                          |
| 当   | 第27回参議院議員通常選挙 | 2025年07月20日 | 44   | 比例区           | 公明党 | 32万5345票 |        | 50   | /                  | 3/4                          |

### 一次資料
1. 1 2 3 4  “プロフィール : 公明党　佐々木 雅文”.   佐々木雅文. 2025年7月24日閲覧。